# Cat's Squirrel
«Cat's Squirrel» es una canción tradicional de Inglaterra, que ha sido versionada por algunos artistas, incluidas bandas de rock, entre ellas, las más destacables son Cream, incluida en su álbum debut Fresh Cream, abriendo el lado b del disco y es la octava canción del primer álbum de los Jethro Tull, This Was .
Es un tema instrumental. La canción sería más tarde interpretada también por la banda que Mick Abrahams formaría después, llamada Blodwyn Pig.

Como una curiosidad, cabe señalar que, en recuerdo de esta canción, años después, Mick Abrahams creó la discográfica Squirrel Music, a través de la cual comercializa todos los discos que grabó desde que abandonó Jethro Tull.

## Intérpretes
- Ian Anderson: flauta, armónica, claghorn y piano.
- Mick Abrahams: guitarra y guitarra de 9 cuerdas.
- Clive Bunker: batería, hooter, charm bracelet y percusión.
- Glenn Cornick: bajo.

## Versión del tema incluido en el álbumThis Is!de Mick Abrahams
| #  | Título           | Autor                                    | Tiempo |
| -- | ---------------- | ---------------------------------------- | ------ |
| 5. | "Cat's Squirrel" | (Tradicional, arreglo por Mick Abrahams) | 11:04  |